# Lycaena melanophlaeas
Lycaena melanophlaeas är en fjärilsart som beskrevs av Adrien Prudent de Villiers och Achille Guenée 1835. Lycaena melanophlaeas ingår i släktet Lycaena och familjen juvelvingar. Inga underarter finns listade i Catalogue of Life.